# Эпиона
Эпиона (др.-греч. Ἠπιόνη «облегчающая боли») — персонаж древнегреческой мифологии, божество. Дочь Меропа.
Жена Асклепия, мать Махаона, Подалирия, Иасо, Эглы, Гигиеи, Панакеи и Акесо. Её статуя из паросского мрамора находилась в роще Асклепия в Эпидавре.
Культ Эпионы известен в Афинах, Эпидавре, Пергамоне и на Косе. По мнению археолога Ульриха Хаусманна, миф об Эпионе зародился в Эпидавре.